# Pavle Kalan (slavist)
Pavle Kalan, slovenski bibliotekar, * 16. januar 1900, Radovljica, † 11. junij 1974, Ljubljana.

## Življenjepis
Rodil se je kot Pavel Viktorin Kalan. Oče Pavla Kalana je bil Janko Kalan, mati pa Leopoldina (rojena Šetinec). Leta 1928 je na ljubljanski Filozofski fakulteti diplomiral iz slavistike in romanistike. Živel je v Ljubljani in do 1939 delal kot profesor, nato bil knjižničar v Slovanski knjižnici, kasneje uslužbenec mestne uprave, ponovno profesor ter od 1946 do 1969 knjižničar in višji znanstveni sodelavec Narodne in univerzitetne knjižnice v Ljubljani.

## Delo
Kalan je bil vodilni strokovnjak za obdelavo knjižničnega gradiva. Uvedel je sodoben način dela v vse slovenske knjižnice, predvsem katalogizacijo in delno klasifikacijo knjižnega gradiva, ter objavljal članke o vprašanjih katalogizacije in strokovne terminologije. Kot strokovnjak za oblikovanje avtorskih besed po katerih se razvrščajo listki v avtorskem katalogu je sodeloval na več mednarodnih posvetih o določanju načel za poenoteno pisanje imen individualnih avtorjev in korporacij v knjižnični rabi. Za tisk je pripravil nekaj izdaj del J. Jurčiča in I. Tavčarja, kot ljubitelj pa je pisal o slovenski glasbeni preteklosti. O katalogizaciji je predaval na vseh povojnih krajših ali daljših knjižničarskih strokovnih natečajih in kot honorarni delavec na katedri za knjižničarstvo Pedagoške akademije Ljubljana.

## Dela
- Ob petdesetletnici Mirka Rupla, Katalogi v ljudski knjižnici, Nekaj besed o naši katalogizacijski terminologiji (Knjižnica. - ISSN 0023-2424. - Leto 9, št. 1/4 (1965), str. 12-16.)
- Mednarodna prizadevanja za enotnost v katalogizaciji (Knjižnica, Leto 4, št. 1/4 (1960), str. 41-48, ISSN 0023-2424)
- Abecedni imenski katalog (nova izdaja, Ljubljana, 1967).

## Kalanov sklad
Po njem je poimenovan Kalanov sklad Zveze bibliotekarskih društev Slovenije. Nagrade Kalanovega sklada prejmejo slovenski knjižničarski delavci za tista pisna strokovna ali znanstvena dela, ki pomembno prispevajo k oblikovanju teorije bibliotekarstva in informacijske znanosti ter k praksi bibliotekarske in informacijske dejavnosti na slovenski in mednarodni ravni. Nagrade Kalanovega sklada se podeljujejob za najboljše strokovne ali znanstvene prispevke v okviru teme, ki jo Kalanov sklad razpiše vsako drugo leto v strokovnem glasilu Knjižnica, in za najboljše strokovne ali znanstvene prispevke, objavljene v slovenskem ali tujem strokovnem tisku, v obdobju dveh let pred dnem, ko upravni odbor Kalanovega sklada zaključi zbiranje predlogov za nagrade.